# Bengt Lidner
Bengt Lidner (Göteborg, 1759. március 16. – Stockholm, 1793. január 4.) svéd költő.

## Életútja
Édesapját 3, édesanyját 14 éves korában veszítette el. 1774-ben kezdte meg tanulmányait a lundi egyetemen, ám két éven belül, még második disszertációja bemutatása előtt elbocsátották. Fiatalkorában - amikor már mint tengerész bejárta a világ jó részét, egy évig élt Afrikában, és hazatérése után egy kötet keleti mese kiadásával keltett feltűnést - találkozott III. Gusztáv királlyal. A királynak megtetszett Lidner, s előbb Göttingenbe küldte, majd egy év múlva párizsi követségi titkárrá nevezte ki. Sem a jólét, sem a király kegye nem tudták megfékezni a Lidnerben lakó démont, amely oly erkölcsi kicsapongásokra vitte a költőt, hogy állásából elbocsátották. III. Gusztáv azonban még ezután is támogatta. Párizsból való visszatértekor (1783) adta ki egymás után Aeret (1783), Spastara és Medea című költeményeit. 1787-ben Finnországba költözött, 1788-ban házasságot kötött Eva Jacquette Hastferrel, akivel egy évre rá visszatért Stockholmba. Szegényen halt meg 1793-ban.